# Nue-propriété
Pour le film de 2006, voir Nue Propriété.
 (décembre 2015).
La nue-propriété se traduit par le fait de posséder un bien, immobilier ou financier. Dans le contexte de la nue-propriété, le propriétaire ne dispose pas de la jouissance du bien, appelé l'usufruit. En d'autres termes, le nu-propriétaire n'a pas le droit d'utiliser le bien pour ses propres besoins (occupation des lieux) et n'en reçoit pas les fruits (location et perception des loyers), il en détient seulement les murs (lorsqu'on parle d'un bien immobilier).
La nue propriété résulte du démembrement d'une propriété ou d'un droit acquis à l'occasion d'une donation ou d'un décès.

## Principes
[Information douteuse]
Ainsi, le principe d'usufruit consiste à jouir d'un droit sur un bien appartenant à une autre personne et à en conserver sa substance. L'usufruit est généralement créé lors de démembrement de la propriété ou de droit (comme sur un portefeuille d'actions par exemple) lors d'un décès ou d'une donation.
L'usufruitier est une personne qui va jouir d'un usufruit et devra la restituer à la fin d'une période. Comme un portefeuille d'actions où il percevra les dividendes, d'un immeuble où il percevra des loyers, un appartement où il pourra habiter, ou une somme d'argent qu'il devra restituer.
La nue-propriété est l'abusus privé de l'usufruit (usus et fructus).
Voir L 578 du code civil pour en savoir plus sur les droits de l'usufruit
Dans le droit des sociétés :
Le nu-propriétaire possède la qualité d'associé. Il a donc le droit de présence, le droit d'information et dispose d'un pouvoir de contrôle sur l'usufruitier. L'usufruitier doit conserver la chose et le restituer après.
L'usufruitier ne possède pas la qualité d'associé. Cependant, lors des Assemblés générales, il pourra uniquement prendre des décisions sur la répartition des bénéfices.
Certains aménagements des droits de l'usufruitier peuvent être faits par les statuts à condition de ne pas déroger aux droits du nu-propriétaire.

## Droit français
En droit français la pleine propriété, peut être divisée en trois éléments distincts :
- l'usus, qui correspond au droit d'utiliser le bien
- le fructus, qui correspond au droit d'en percevoir les fruits
- l'abusus, qui correspond à la propriété du bien (nue-propriété)

L'usus et le fructus forment l'usufruit.
Ci-après le tableau résumant les différences entre pleine propriété, nue-propriété et usufruit.
| Droits sur le bien                                              | Pleine propriété | Nue-propriété | Usufruit |
| --------------------------------------------------------------- | ---------------- | ------------- | -------- |
| Disposer du bien (le vendre, par exemple)                       | Oui              | Oui           | Non      |
| Utiliser un bien (l'occuper, par exemple)                       | Oui              | Non           | Oui      |
| Percevoir des revenus issus de ce bien (des loyers par exemple) | Oui              | Non           | Oui      |
| Conclure et renouveler un bail commercial                       | Oui              | Oui           | Non      |

## Droit québécois
La nue propriété est mentionnée aux articles 831 et 2669 du Code civil du Québec. 

« 831. L’usufruit constitué sur un bien légué est supporté sans recours par le légataire de la nue-propriété.
De même, la servitude est supportée sans recours par le légataire du bien grevé. »

« 2669. L’hypothèque constituée sur la nue-propriété ne s’étend pas à la pleine propriété lors de l’extinction du démembrement du droit de propriété. »